# 頭のかたちをした花瓶と日本の版画のある静物
『頭のかたちをした花瓶と日本の版画のある静物』（あたまのかたちをしたかびんとにっぽんのはんがのあるせいぶつ、仏: Fleurs sur un fond jaune, 英: Still Life with Head-Shaped Vase and Japanese Woodcut）は、ポール・ゴーギャン（1848-1903）が1889年に描いた静物画である。
2016年現在は、イランのテヘラン現代美術館が所蔵している。

## 歴史
1888年から1889年頃、ゴーギャンは日本の木版画である浮世絵に熱中していた。「リンゴと水差しのある静物」などの背景に描かれていた浮世絵が、この「頭のかたちをした花瓶と日本の版画のある静物」にも描かれている。なお、この絵の中に描かれている浮世絵は、歌舞伎俳優を描いたものである。
この油絵の以前の所有者は、ヨーゼフ・ローゼンザフトというホロコーストから辛くも生き延びたユダヤ人ないしユダヤ系ポーランド人（のちに米国へ移住）であった。1945年4月15日にベルゲン＝ベルゼン強制収容所から解放されたのちに、生国から強制移住させられたユダヤ人たちのためのコミュニティ "Sh'erit ha-Pletah" の指導者となった彼が1975年の9月に亡くなると、後には膨大な美術品のコレクションが残された。しかしながらこれらは、美術品の購入に関連した負債（一説によると贅沢な暮らしを支えるためにかかった費用とも）を解決するために売却せざるを得なかった。1976年にサザビーズで行われた競売の結果、ローゼンザフトのコレクションは丸ごとすべて、テヘラーン現代美術館が購入することとなった。同コレクションは今でもすべて残っており、同美術館で最も古くからあるコレクションの一つとなっている。1976年の競売では、「頭のかたちをした花瓶と日本の版画のある静物」に140万USドルの値がついた。2015年現在の価値に換算すると4500万USドルに相当する。
マフムード・シャーロウィーがテヘラン現代美術館の館長を務めていた時には、ワシントンD.C.のナショナル・ギャラリーやロンドンのテイト・モダーンが本作を借りる申し入れを行ったが、いずれも断られている。